# Przedbórz (gmina)
Przedbórz – gmina miejsko-wiejska w województwie łódzkim, w powiecie radomszczańskim. W latach 1975–1998 gmina położona była w województwie piotrkowskim.
Siedziba gminy to Przedbórz.
Według danych z 30 czerwca 2010 gminę zamieszkiwało 7413 osób. Natomiast według danych z 31 grudnia 2017 roku gminę zamieszkiwało 7262 osób.

## Historia
Miasto posiada bogate tradycje historyczne (pierwsza wzmianka z roku 1136). Ciągnęły tędy kupieckie wozy, zastępy rycerskie i królewskie orszaki zmierzające na obrady w Piotrkowie. Dla wygody królewskiego dworu wzniesiono w Przedborzu zamek. Stał się on z czasem ulubionym miejscem postoju władców, którzy polowali w okolicznych borach. Najczęstszymi gośćmi przedborskiego zamku byli Kazimierz Wielki i Władysław Jagiełło. Miejscowość uzyskała prawa miejskie w czasach Kazimierza Wielkiego (rok 1370). Władysław Jagiełło w 1405 roku odnowił przywilej miejski na prawie magdeburskim. Z rąk tego właśnie władcy, właściciele wsi Łodzią – biskupi włocławscy otrzymali 29 lipca 1423 roku w Przedborzu cenny dokument lokacyjny.
Korzystne położenie miasta nad rzeką, na uczęszczanym szlaku, sprzyjało jego rozwojowi. W 1370 roku Przedbórz posiadał 130 domów, młyn królewski, szpital i kościół parafialny. Od 1512 roku istniała tu szkoła, rozkwitały handel i rzemiosło, miasto stało się także dużym ośrodkiem piwowarstwa. Pomyślny rozwój przerwał najazd Szwedów, którzy poważnie zniszczyli miasto i zamek. Dopiero wiek XIX przyniósł znaczące zmiany związane z uprzemysłowieniem. Obok fabryk zbudowano w mieście klasycystyczny ratusz i jatki.
I wojna światowa przyniosła austriacką okupację i upadek przemysłu. Mimo trudnej sytuacji przedborzanie zbudowali pomnik T. Kościuszki i pokusili się nawet o... wydanie własnych znaczków pocztowych!
W niepodległej Polsce miasto powoli stawało się ośrodkiem handlu i rzemiosła, w 1939 roku liczyło 7100 mieszkańców (50 procent to ludność żydowska), działały tu sąd, notariat i redakcja własnej gazety „Głos Przedborza”.
Okupacja hitlerowska przyniosła zagładę przedborskich Żydów i poważne straty w zabudowie miasta.
Do dzisiejszych czasów zachowały się fragmenty murów bramy zamku kazimierzowskiego oraz sklepione kolebkowo piwnice, ciągnące się w głąb wzgórza, kościół św. Aleksego z 1278 roku, klasycystyczny ratusz (obecnie siedziba Urzędu Miasta i Gminy) oraz kilka kamieniczek z XVII/XVIII wieku znajdujących się przy przedborskim rynku.

## Struktura powierzchni
Według danych z roku 2002 gmina Przedbórz ma obszar 189,94 km², w tym:
- użytki rolne: 40%
- użytki leśne: 53%

Gmina stanowi 13,16% powierzchni powiatu.

## Demografia

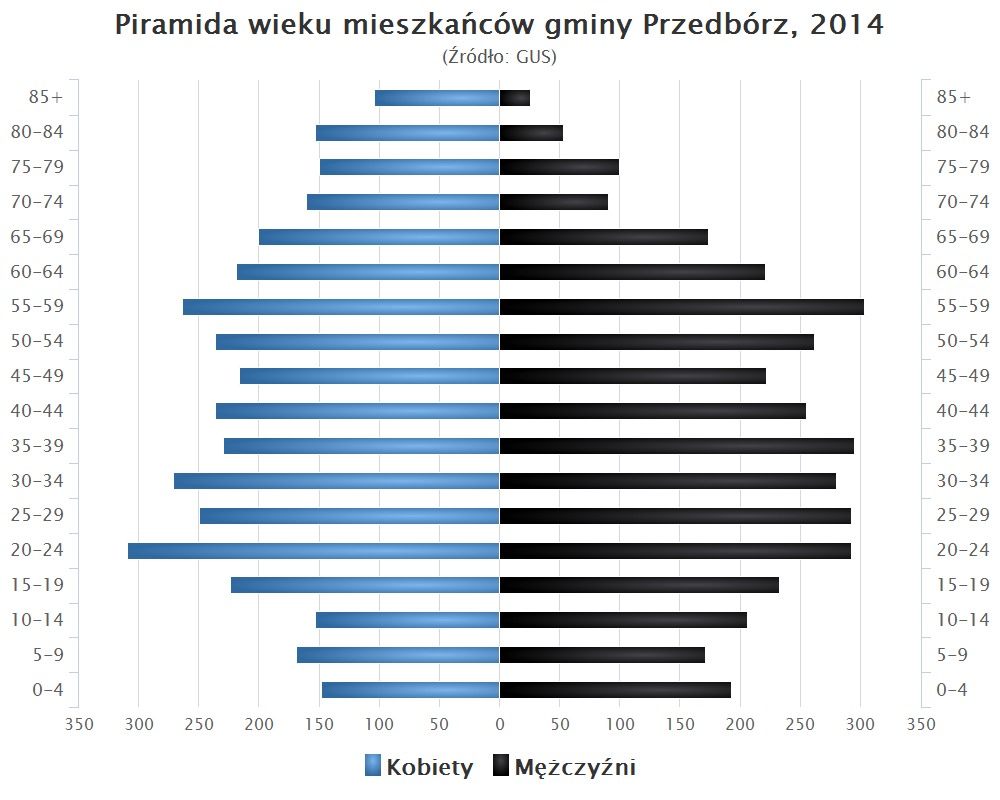
Piramida wieku mieszkańców gminy Przedbórz w 2014 roku

Dane z 30 czerwca 2010:
| Opis                              | Ogółem | Ogółem | Kobiety | Kobiety | Mężczyźni | Mężczyźni |
| --------------------------------- | ------ | ------ | ------- | ------- | --------- | --------- |
| jednostka                         | osób   | %      | osób    | %       | osób      | %         |
| populacja                         | 7413   | 100    | 3729    | 49,7    | 3850      | 50,3      |
| gęstość zaludnienia (mieszk./km²) | 39     | 39     |         |         |           |           |

## Rezerwaty przyrody
Na terenie gminy znajdują się następujące rezerwaty przyrody:
- rezerwat przyrody Czarna Rózga – chroni naturalne ekosystemy wilgotnych lasów liściastych z drzewami pomnikowymi oraz licznymi gatunkami chronionych roślin i zwierząt,
- rezerwat przyrody Piskorzeniec – chroni naturalne biocenozy torfowiskowe i leśne z bogatą awifauną i entomofauną.

## Sołectwa
Borowa, Brzostek, Chałupy, Faliszew, Gaj, Góry Mokre, Góry Suche, Grobla, Jabłonna, Józefów, Józefów Stary, Kajetanów, Kaleń, Miejskie Pola, Mojżeszów, Nosalewice, Piskorzeniec, Policzko, Przyłanki, Stara Wieś, Taras, Wojciechów, Wola Przedborska, Wygwizdów, Wymysłów, Zagacie, Zuzowy, Żeleźnica.

## Pozostałe miejscowości
Błoto, Budy Nosalewickie, Bysiów, Dawidów, Dziady, Gaj Zuzowski, Gepnerów, Grobla (leśniczówka), Gustawów, Kajetanów (osada leśna), Ludwików, Majdan, Miejskie Pola (gajówka), Młyny Nosalewickie, Nosalewice (gajówka), Papiernia, Policzko (gajówka), Posada, Reczków Stary, Taras (gajówka), Wejża, Wierzchlas, Wierzchlas (leśniczówka), Wojciechów (gajówka), Wymysłów (leśniczówka), Wyrębiska, Zawodzie.

## Sąsiednie gminy
Aleksandrów, Fałków, Kluczewsko, Krasocin, Masłowice, Ręczno, Słupia Konecka, Wielgomłyny, Żarnów